# Баллата
Балла́та (итал. ballata, от ballare танцевать) — поэтическая и музыкальная форма в Италии XIII — начала XV веков, один из наиболее характерных жанров периода Ars nova лирического содержания (нередко с шутливым и морализующим оттенком).

## Краткая характеристика
В XIII и первой половине XIV веков баллата — одноголосная (Герарделло Флорентийский, Лоренцо Флорентийский, много анонимных баллат в рукописном кодексе Rossi североитальянского происхождения, среди них знаменитая Amor mi fa cantar a la Francesca), со 2-й половины XIV века — многоголосная танцевальная песня. Баллата считается прямой наследницей французского виреле. Наиболее значительные образцы музыкальной баллаты созданы композитором Франческо Ландини (он же по всей вероятности был автором стихов). Среди других сочинителей баллат — младшие современники и ближайшие последователи Ландини: Никколо Перуджийский, Бартолино Падуанский, Андреа Флорентийский, Захар Терамский.
Поэтическая форма: рипреса (ripresa, припев) + станца (stanza, запев) + повтор рипресы. Станца, в свою очередь, делится на две пьеды (pieda, стопа) и вольту (volta, поворот). Метрическая структура рипресы и вольты одинаковая, структура пьед — иная. Количество стихов в рипресе (вольте) варьируется от 1 до 4 (чаще 3), в пьедах как правило по 2 стиха. Форма с однострочной рипресой в современных источниках называлась ballata minima, с двухстрочной — ballata minore, с трёхстрочной — ballata mezzana, с четырёхстрочной — ballata grande. Встречаются баллаты и с несколькими станцами, при этом рипреса звучит в начале, в конце и между всеми станцами, то есть рипреса + станца 1 + рипреса + станца 2 + рипреса.
Музыкальная форма: два раздела (части), как правило, с варьированием музыкальных окончаний во втором разделе (реже без такого варьирования), с так называемыми открытой и закрытой каденциями.
Например, текстомузыкальная форма 3-голосной баллаты Non avrà ma' pietà Ландини такова:
|        | рипреса  | пьеда 1 | пьеда 2 | вольта   | рипреса (повтор) |
| ------ | -------- | ------- | ------- | -------- | ---------------- |
| текст  | a11b7b11 | c11d11  | c11d11  | a11b7b11 | a11b7b11         |
| музыка | A        | B1      | B2      | A        | A                |

Примечания к таблице. Латинские строчные буквы указывают рифмы, подстрочные цифры рядом с ними — количество слогов в стихе. Латинские прописные буквы обозначают музыкальные разделы. B1 и B2 — надстрочные цифры здесь указывают на разные окончания (открытая и закрытая каденции) музыкальных «полустроф».
Если баллата содержит несколько «метастроф» (станца + рипреса), то вся последовательность музыки и структуры текста (метрики и рифмовки) в последующих «метастрофах» точно повторяется.
11 баллат (без музыкальной нотации) в середине XIV века включил в свой «Декамерон» Джованни Боккаччо.

## Рецепция
В XV веке баллата вышла из употребления в музыке (последние образцы итальянских баллат писали жившие в Италии франко-фламандские композиторы Иоанн Чикония, Гильом Дюфаи и Арнольд де Лантен), но по-прежнему была популярна в поэзии (Симон де Проденцани, Лоренцо Медичи, А. Полициано). После длительного забвения поэтическая баллата ожила в XIX веке, в творчестве итальянских поэтов Г. Д’Аннунцио и Дж. Кардуччи.